# Antiguo Palacio (Vistabella del Maestrazgo)
El Antiguo Palacio de Vistabella del Maestrazgo en la comarca del Alcalatén, Castellón, también conocido como la Prisión y Palacio del Rey Pedro el Ceremonioso, es un conjunto formado por dos edificios anexos declarados Bien de Relevancia Local, catalogación que se debe a estar incluido en la delimitación del entorno de protección del Bien de Interés Cultural conocido como “Castillo y murallas (Vistabella del Maestrazgo)”, con código de identificación: 12.04.139-010.

## Historia y descripción
El conjunto formado por el palacio y la prisión anexa,  se localiza en pleno núcleo urbano, cerca de la Iglesia y de la calle Mayor, en concreto abarca parte de las calles Jesús (los números 5 y 7	 el palacio) y Forn Vell (números 8, 10, 12 la prisión).
Del Palacio se sabe que estaba construido en 1338, ya que en ese año fue residencia del rey de la Corona de Aragón Pedro IV el Ceremonioso
Se trata de un palacio construido siguiendo los cánones renacentistas, con una fachada en la que destaca el alero tallado en madera. El resto de la construcción ha sufrido modificaciones debidas a reformas e intervenciones a lo largo de la historia, pese a lo cual aún puede percibirse la composición tripartita, las puertas de acceso se sitúan en la planta baja, grandes balcones adintelados, tres en total,  en el espacio central y, por último, en el piso superior, un gran balcón corrido tallado en madera, al igual que el mencionado alero.
Por su parte el edificio que desempeñaba las funciones de antigua prisión se encuentra adosado al antiguo palacio, y en él se puede ver la celda donde se recluía a los presos.
El complejo formado por ambas construcciones se complementa con unas caballerizas cubiertas con arcos de medio punto, que fueron utilizadas como lugar para ubicar el horno municipal, actualmente todavía en funcionamiento.